# Plocamiancora walvisensis
Plocamiancora walvisensis är en svampdjursart som först beskrevs av Uriz 1988.  Plocamiancora walvisensis ingår i släktet Plocamiancora och familjen Myxillidae.
Artens utbredningsområde är Namibia. Inga underarter finns listade i Catalogue of Life.